# Rhagoletis triangularis
Rhagoletis triangularis
 es una especie de insecto del género Rhagoletis de la familia Tephritidae del orden Diptera. 
Hernandez-Ortiz la describió científicamente por primera vez en el año 1999.